# Profético
Profético é o álbum de estreia do baterista André Mattos, integrante do grupo Trazendo a Arca. Com o apoio de sua banda, o músico realizou seu sonho que se estendia há dois anos. Profético contém várias video-aulas onde o baterista toca canções de maior notoriedade do Trazendo a Arca, como "Na Corte do Egito", "Marca da Promessa", "Toda Sorte de Bênçãos", "Trazendo a Arca" e "Te Adoro Senhor". O trabalho foi dirigido por Hugo Pessoa.

## Antecedentes
No final de 2006, André Mattos deixou o Toque no Altar e formou o Trazendo a Arca. Apesar dos conflitos judiciais, a banda passou por uma bem sucedida trajetória com o álbum Marca da Promessa, que foi o maior sucesso evangélico do ano de 2007. Naquele contexto, o baterista decidiu realizar um sonho que já existia há cerca de 3 anos e produzir um DVD de videoaulas.

## Gravação
O álbum Profético foi gravado com direção de Hugo Pessoa, que já tinha trabalhado com André Mattos e o Toque no Altar no DVD Toque no Altar e Restituição. O projeto reuniu predominantemente músicas animadas do grupo, com comentários e passo a passo de André.

## Lançamento
Profético estava previsto para ser lançado em setembro de 2007 durante a Expocristã daquele ano, mas seu lançamento atrasou. O DVD acabou por sair no final daquele ano.

## Ficha técnica
A seguir estão listados os músicos e técnicos envolvidos na produção de Profético:
- Hugo Pessoa - direção
- Giovanna Borghi - assistente de direção
- Bruno Cardoso e Kim - operadores de câmera
- Aureoi Marquezine  - técnico de áudio
- Samuel Júnior - mixagem e edição de áudio
- Wander Lessa - road
- David Cerqueira - projeto gráfico
- Claudio Gauna - legendas em espanhol
- Guilherme Nóbrega - legendas em inglês